# كارل خواكيم هامبرو
كارل خواكيم هامبرو (بالنرويجية البوكمول: Carl Joachim Hambro)‏ هو فقيه لغة ومترجم نرويجي، ولد في 7 يونيو 1914 في كريستيانية في النرويج، وتوفي في 19 فبراير 1985.